# تشارلز جيروم هوبكينز
تشارلز جيروم هوبكينز (بالإنجليزية: Charles Jerome Hopkins)‏ هو ملحن أمريكي، ولد في 4 أبريل 1836 في برلينغتون في الولايات المتحدة، وتوفي في 4 نوفمبر 1898.

## وصلات خارجية
- تشارلز جيروم هوبكينز على موقع ميوزك برينز (الإنجليزية)
- تشارلز جيروم هوبكينز على موقع ديسكوغز (الإنجليزية)